# Trematolobelia
Trematolobelia es un género de plantas con flores perteneciente a la familia Campanulaceae.  Es originario de las islas Hawaii. Comprende 14 especies descritas y de estas, solo 7 aceptadas.

## Descripción
Trematolobelia se distingue de Lobelia en el método de dispersión de su semilla, ya que cuando el fruto se seca, la corteza se desintegra y las semillas se dispersan con el viento. Cuando florecen son espectaculares con múltiples ramas floridas y cientos de flores. La planta vive 5-10 años antes de florecer y morir. 

## Taxonomía
El género fue descrito por Zahlbr. ex Rock y publicado en College of Hawaii Publications : Bulletin 2: 45. 1913.

## Especies aceptadas
A continuación se brinda un listado de las especies del género Trematolobelia aceptadas hasta octubre de 2013, ordenadas alfabéticamente. Para cada una se indica el nombre binomial seguido del autor, abreviado según las convenciones y usos.
- Trematolobelia auriculata H.St.John
- Trematolobelia grandifolia (Rock) – Hawaii
- Trematolobelia kauaiensis (Rock) – Kauai
- Trematolobelia macrostachys (Hook & Arnott) A. Zahlbr. – Oahu, Molokai†, Lanai†, Maui, Hawaii†
- Trematolobelia rockii H.St.John
- Trematolobelia singularis H.St.John
- Trematolobelia wimmeri O.Deg. & I.Deg.